# Mine de Botușana - Crucea
La mine de Botușana - Crucea est une grande mine située au nord-est de la Roumanie dans le Județ de Suceava, à 145 km au sud-est de Suceava et 400 km au nord de la capitale (Bucarest). La mine de Botușana - Crucea représente la deuxième plus grande réserve d'uranium de Roumanie avec des réserves estimées à 30 millions de tonnes de minerai d'uranium titrant 0,5% d'uranium métal, résultant ainsi en 150 000 tonnes de métal à haute teneur.

## Sources et référence
1. ↑  (ro) « Crucea - Botusana mine » [archive du 29 mai 2009], www.cncan.ro, 30 mai 2009 (consulté le 30 mai 2009)